# 9499 Excalibur
9499 Excalibur este o planetă minoră (asteroid), cu un diametru de 5,098 km, din centura de asteroizi. A fost descoperită pe 29 septembrie 1973 la Observatorul Palomar de Cornelis Johannes van Houten și a fost numită după Excalibur. 
Obiectul prezintă o orbită caracterizată de o semiaxă mare de 2,9400817 UAi, o excentricitate de 0,01, o înclinație de 0,95159 ° în raport cu ecliptica.